# Jel (folyóirat)
JEL spirituális és kulturális folyóirat. 1989-ben alapította a lapot  Csanád Béla teológus professzor, amely az alapítása óta a Keresztény Értelmiségiek Szövetségének az orgánuma.

## A JEL alapítása
Csanád Béla teológus professzor a rendszerváltás idején, amikor a törvényi környezet lehetővé tette (1989. évi II. tc.), megalakította a Keresztény Értelmiségiek Szövetségét. Ezzel egy időben hozta létre a JEL folyóiratot is, amely a KÉSZ működésével megegyezően a kereszténység és a magyarság értékeinek védelmét és ápolását tűzte ki célul. A lap főszerkesztője, Rochlitz Bernadett, a következőképpen foglalta össze ezt a célt: „A Jel folyóirat célja ezért mérceként felmutatni a társadalomban a keresztény értékeket, kulturális és nemzeti hagyományainkat egy olyan korban, amikor minden megkérdőjeleződik, mindennek az értékét az ára, a pillanatnyi hasznossága határozza meg.”

## A folyóirat története
A JEL 1989 óta nyomtatott sajtó termékként jelent meg. 2014-ben már évente ötször, 800 példányban. 2015-ben azonban – amikor a folyóirat a XXVII. évfolyamát kezdte meg – a lap felköltözött a világhálóra: jelujsag.hu néven.

## A JEL tartalma
A folyóirat címe végig nagybetűvel írva: JEL. A cím szimbolikája Krisztus keresztjére utal, amely „Isten ereje és Isten bölcsessége” (1Kor 1,24) valamint a feltámadás és a remény jele.
A lap cikkei a keresztény/keresztyén spiritualitás, kultúra, örökségvédelem valamint Európa és Magyarország közéleti témáiban jelentek és jelennek meg. Az újság beszámol továbbá a KÉSZ szervezetének fontosabb eseményeiről is. A honlappá alakulásban a lap struktúrája leegyszerűsödött ugyan, de a tematika nem változott. (Rovatok: Tanulmányok, Lelkiség, Irodalom, Interjúk, Vélemény, Házunk tája, KÉK, Szemle, Kaleidoszkóp.)